# السدود القضائية والإدارية (المغرب)
السدود القضائية والإدارية هي عبارة عن حواجز أمنية في المغرب، تسمى محلياً باسم «الباراجات» يُشرف عليها رجال شرطة تابعين للمديرية العامة للأمن الوطني، ويتم وضع هذه السدود غالباً في مداخل المدن لمراقبة السيارات المخالفة أو المسروقة، والتأكد من وثائق السيارات أو الدراجات المشبوهة، وإلقاء القبض على الأشخاص الذين صدرت في حقهم مذكرات بحث. كما يقوم الدرك الملكي بالإشراف على السدود القضائية في المدن أو الأماكن القروية التي لا يوجد بها مراكز للشرطة.

## السدود القضائية
تتكون السدود القضائية من 3 إلى 4 رجال شرطة تابعين لفرق المرور ويكون من بينهم ضابط للشرطة القضائية، كما يتم تزويد هذه السدود بدراجات نارية لملاحقة أي سيارة أو دراجة نارية تحاول الفرار.